# MS Franziska

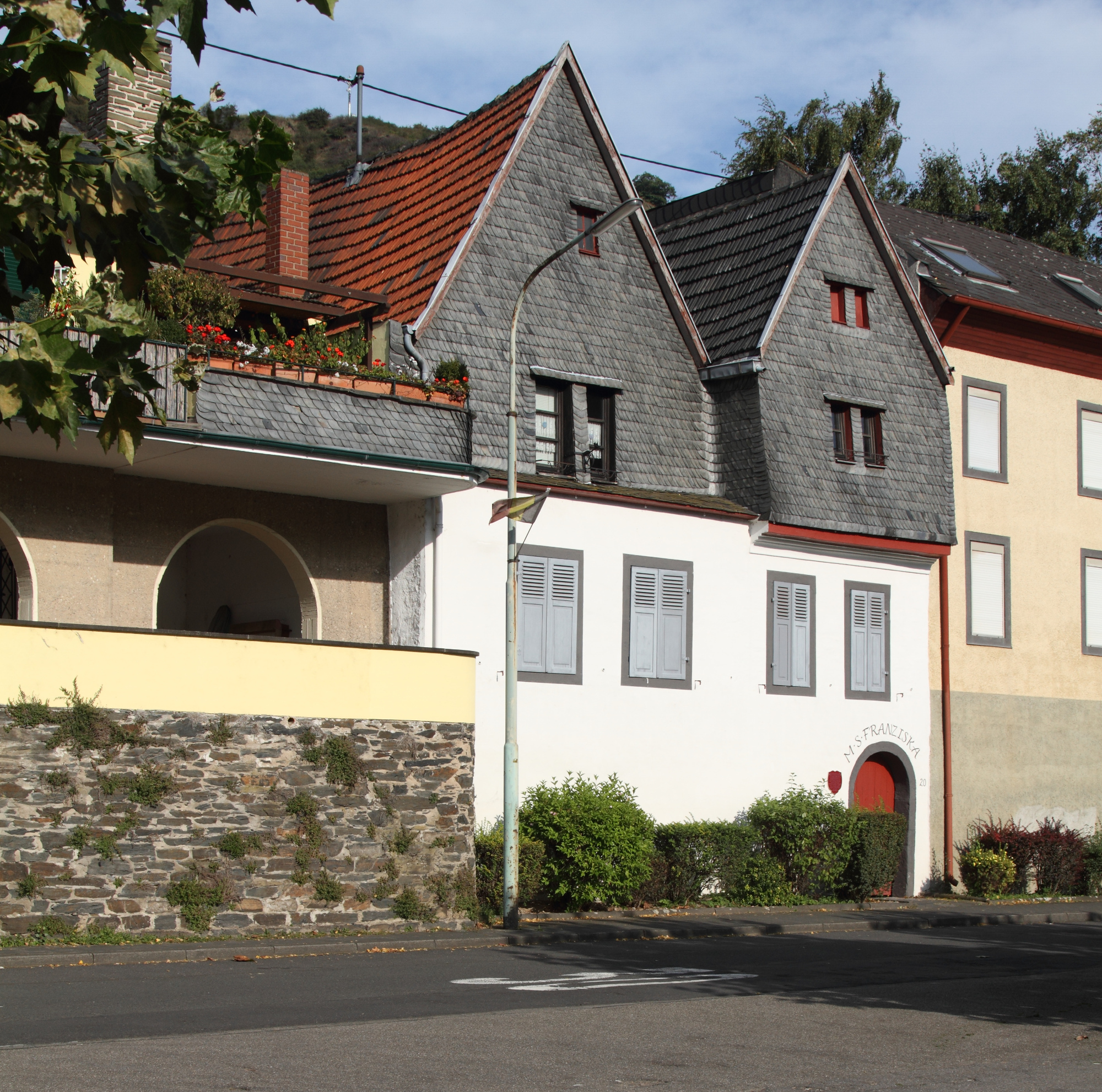
Haus der Familie Wilde in Leutesdorf im Jahr 2013

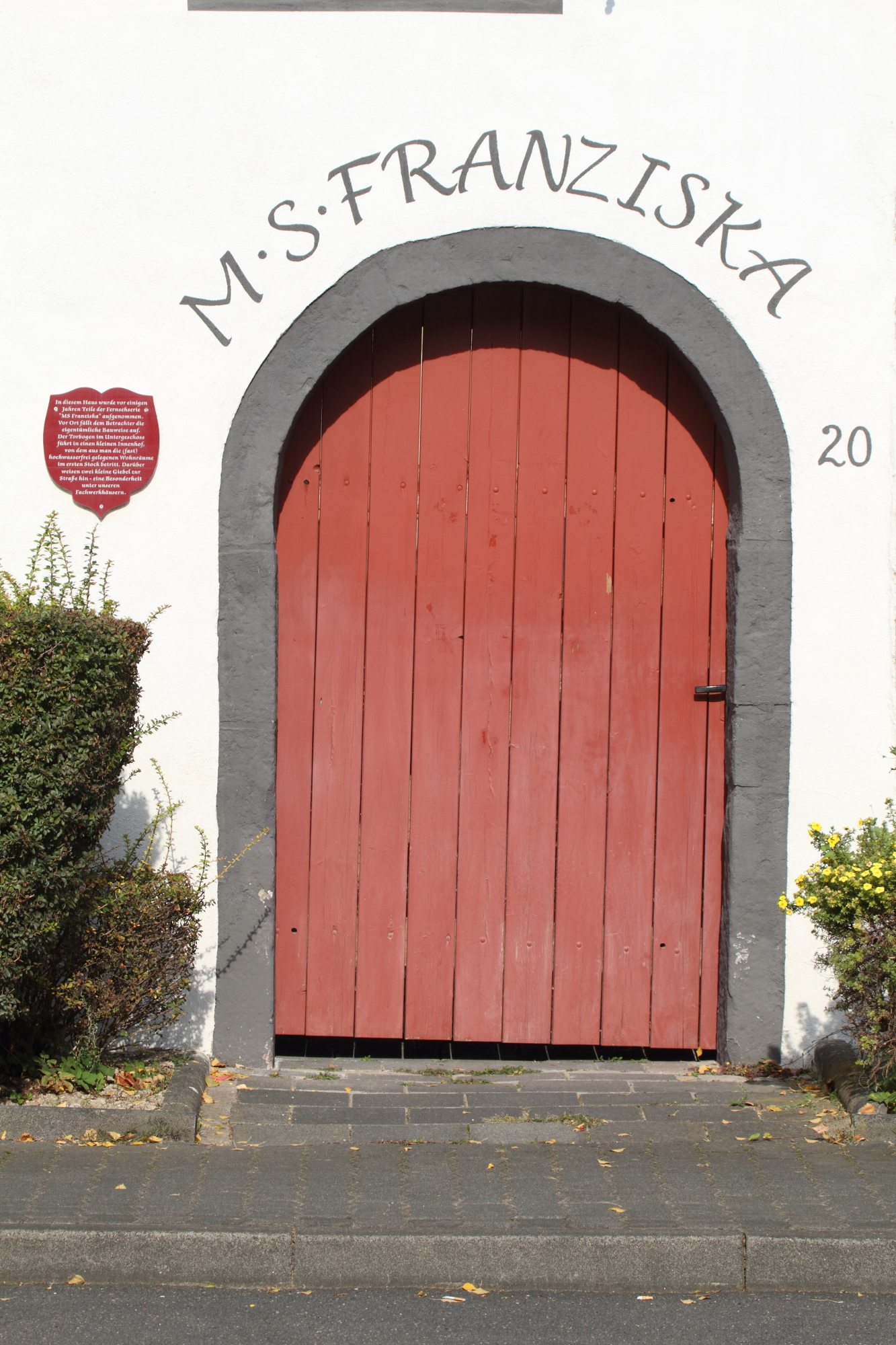
Haus der Familie Wilde, Eingang in den Innenhof

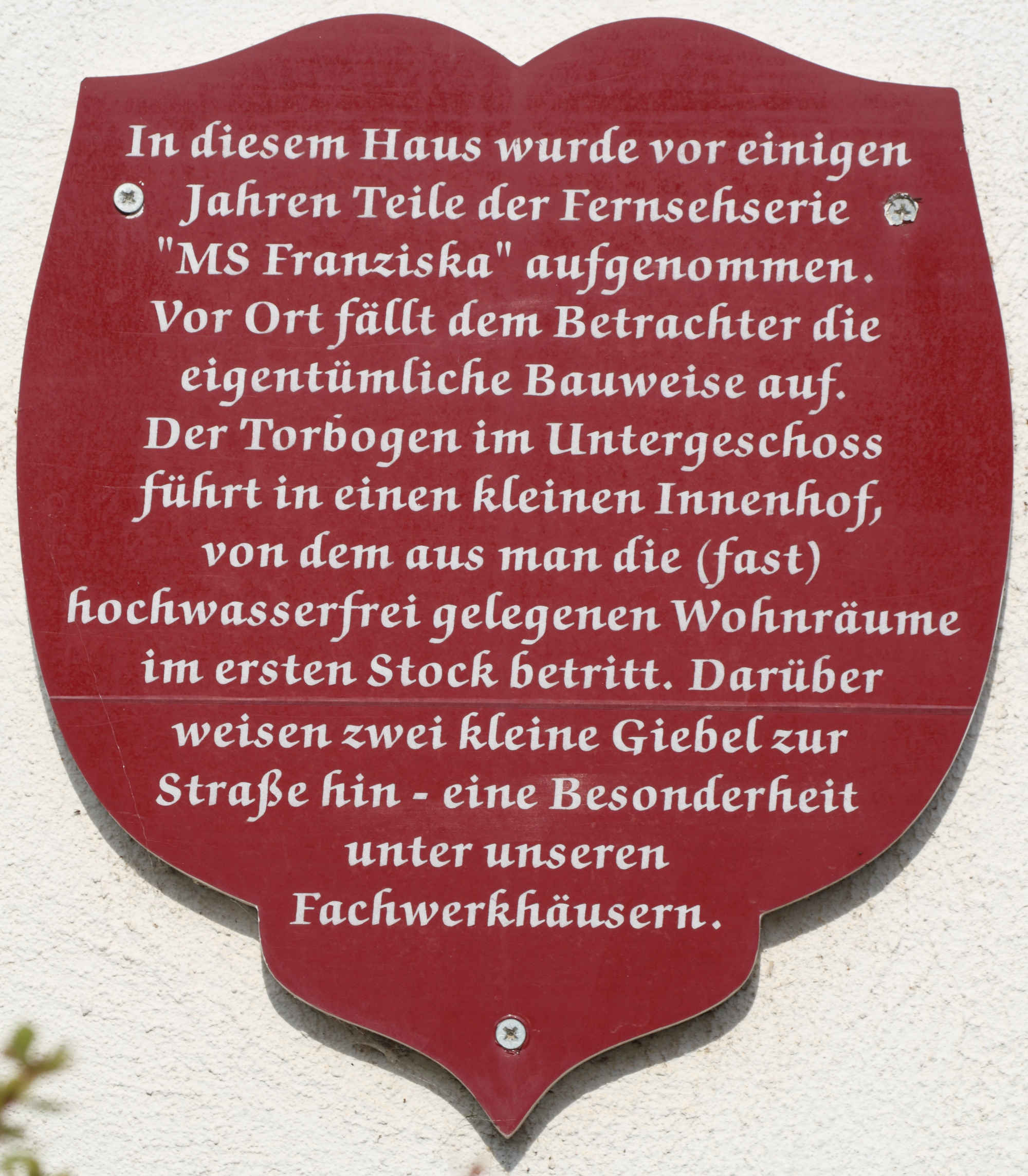
Haus der Familie Wilde, Hinweistafel

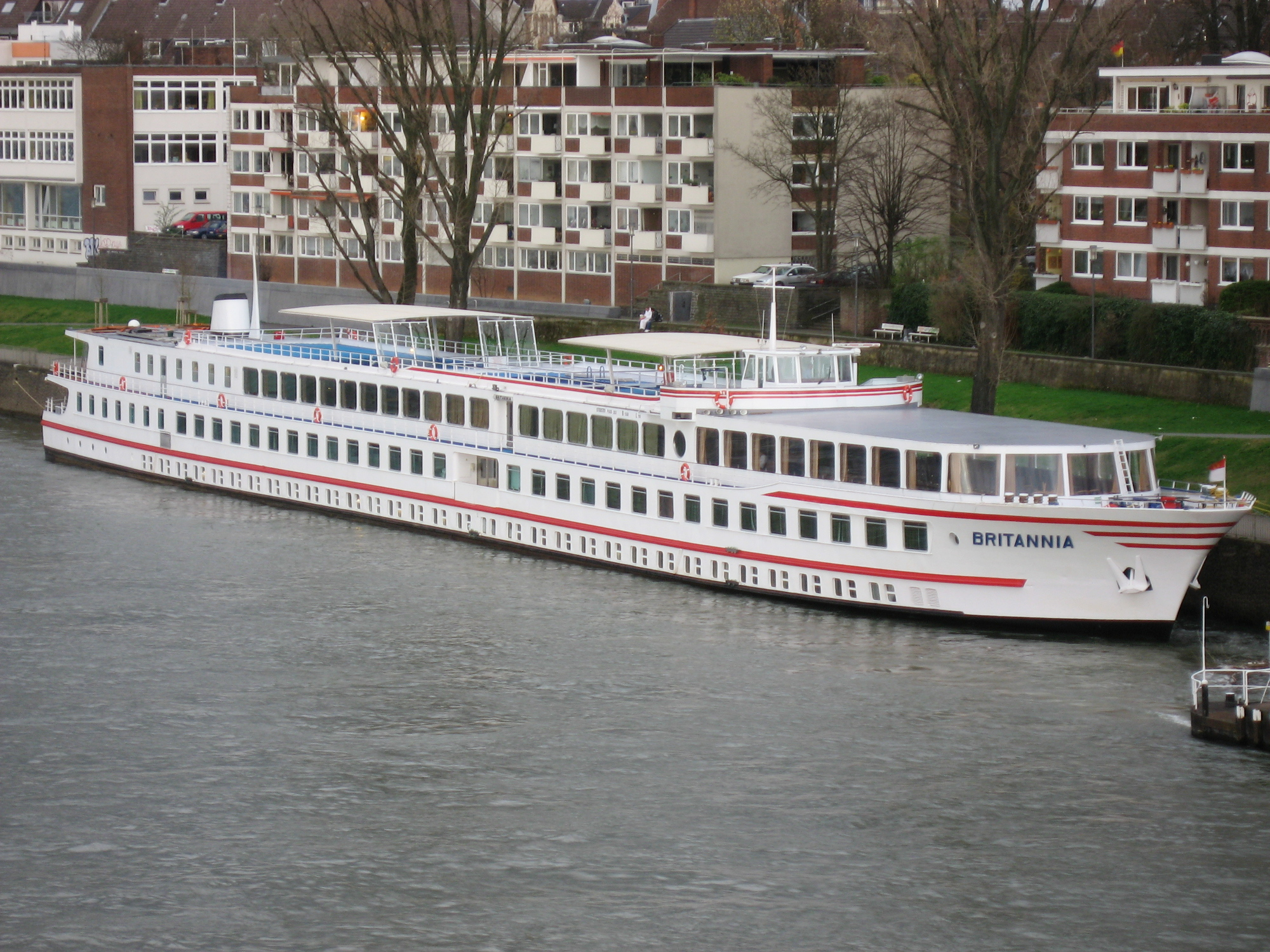
Flusskreuzfahrtschiff Britannia des Kapitäns Ernst Wilde im Jahr 2010

MS Franziska ist eine achtteilige Fernsehserie über die Rheinschifffahrt, die der Südwestfunk 1977 in Zusammenarbeit mit der SRG produziert hat. Sie erzählt das letzte Jahr von Jakob Wilde als Partikulier. Weil er für sein veraltetes Motorschiff Franziska kaum noch an lukrative Transporte gelangt, lässt er es schließlich abwracken. In Nebenhandlungen werden weitere Aspekte der Rheinschifffahrt gezeigt. 

## Episoden

### Familientag
Wie in jedem Jahr, so versammelt sich die Familie auch zu Tante Marthas 60. Geburtstag in Leutesdorf, wo die Familie direkt an der Anlegestelle ein Haus besitzt. Dabei werden die Mitglieder vorgestellt:
Paul lebt mit seiner holländischen Frau Aavje, sie stammt aus Dordrecht, und der gerade noch nicht schulpflichtigen Tochter Christa auf der Franziska. Allerdings führt immer noch sein Vater Jakob das Kommando – dabei hat Paul ebenfalls das Kapitänspatent. Die Franziska hat einen kleinen Motorschaden, Dabei stellt sich heraus, dass man die Maschine unbedingt überholen muss. Wegen der Panne trifft man verspätet zur Feier ein und muss schnell wieder abreisen. In der Eile schenkt Jakob seiner Schwester eine Kreuzfahrt auf dem Mittelmeer, obwohl er noch nichts gebucht hat. 
Pauls Bruder Bruno ist neuerdings Kapitän auf dem Schubboot Mannesmann III und hat dabei immer 14 Tage Dienst und eine Woche frei, so dass er schon zu Mittag bei Tante Martha sein kann. Dort lernt er die Bankkauffrau Petra kennen, die neuerdings in seinem alten Zimmer zur Miete wohnt. Bruno ist das einzige Familienmitglied, das in der Serie als Autofahrer vorkommt.
Pauls weiterer Bruder Ernst fährt als Kapitän auf der Britannia, einem modernen Flusskreuzfahrt-Schiff der KD. Seine Frau Ruth ist mit dem Bau eines Eigenheims in Köln-Riehl beschäftigt, wobei ihr die Finanzierung aus den Händen geglitten ist. Sie hofft, mit einer Hypothek auf das Haus in Leutesdorf oder der Prämie für das Verschrotten der Franziska das Problem lösen zu können. Diese Vorschläge sollen bei der Feier zur Sprache kommen. Paul und Ruth reisen per Rheinpfeil von Köln nach Leutesdorf. Niko, der Sohn der beiden, fährt als Lehrling auf der Franziska.

### Im Grünen Hahn
Die Franziska fährt mit ihrer inzwischen überholten Maschine wieder einwandfrei. Jakob fürchtet sich vor der jährlichen Untersuchung, die er aufgrund seines Alters über sich ergehen lassen muss, da sonst sein Kapitänspatent ausläuft. Der Amtsarzt bescheinigt ihm aber eine einwandfreie Gesundheit. 
Der Hafenpastor wird vorgestellt, ein Freund von Jakob, den alle wegen seiner schwarzen Kleidung Blacky nennen. Er besitzt keinen Führerschein und ist meistens mit dem Fahrrad unterwegs oder auf dem Kirchenboot St. Nikolaus anzutreffen. Er ist Weinliebhaber, auch Spirituosen nicht abgeneigt und im Gegensatz zu Jakob ein großer Fußballfan.
Niko muss für zehn Wochen auf das Schulschiff Rhein nach Duisburg. Dort lernt er Manfred kennen: Bei einem verbotenen Besuch des Grünen Hahns, einer Gaststätte in Sichtweite des Schulschiffs, gießt Manfred heimlich Schnaps in Nikos Bier, woraufhin er die Nacht im Bett der Wirtin Elsi verbringt. Die Gaststätte liegt an der Adresse Hafenstraße 54, dort, wo sich heute das Kristall befindet.

### Kurze Reise
Die Franziska muss in einem französischen Kanal warten, weil eine Schleuse nicht freigegeben wird. Während Jakob sich in einem Biergarten mit anderen Schiffern über vergangene Zeiten unterhält, kommt ein Mann an Bord, der die Fremdenlegion verlassen hat und nun von der Gendarmerie gesucht wird. Er kann sich aber in Nikos Koje am Bug des Boots so gut verstecken, dass er nicht gefunden wird. Jakob wird nichts davon erzählt, er hat aber längst gemerkt, dass sich der Gesuchte auf der Franziska befindet. In Deutschland springt der Gast schließlich von Bord.
Jakob unterschreibt bei einem kurzen Besuch auf der Britannia den Hypothekenbrief für Ernsts Hausbau.
Auf der Britannia fährt eine Schmugglerin mit, die Juwelen aus einem Millionenraub bei sich hat und schließlich von dem als Passagier getarnten Kriminaloberinspektor Schwarz der Kriminalpolizei Zürich überführt wird. Und unter den Gästen befindet sich Bochumer Witwe Frau Holzmann, die sich mit der Flusskreuzfahrt einen langersehnten Wunsch erfüllt. Dabei lernt sie einen amerikanischen Touristen auf seiner ersten Europareise kennen, dessen Großvater aus Wattenscheid stammte. Währenddessen bereitet die Besatzung ein Konzert mit der Sängerin Miss Williams vor, das für die Gäste der Höhepunkt ihrer Schiffsreise werden soll.

### Probefahrt
Die Franziska liegt wegen eines Schraubenschadens auf der Werft in Duisburg, weswegen Paul und Aavje in Leutesdorf sind. Als sich Paul beim Hausputz ausruhen muss, schlägt ihm der ebenfalls anwesende Bruno vor, einen Tag auf der Mannesmann III zu verbringen, um sich die Arbeit anzusehen. Bei der vorzeitigen Abreise lässt er Petra sitzen, weil er vor dem Heiraten zurückschreckt.
Während Aavje befürchtet, wegen eines Arbeitsplatzwechsels ihres Mannes zukünftig an Land bleiben zu müssen, wird dieser wegen eines Blinddarmdurchbruchs mit dem Rettungshubschrauber von Bord geholt und in ein Duisburger Krankenhaus gebracht.
Auf dem Schulschiff besteht Manfred nur mit Nikos Hilfe die Prüfung. Im Gegenzug zeigt er Niko für den abschließenden Wettbewerb das Rudern, so dass dieser passabel abschneidet. Manfred erzielt die Bestzeit aller Jahrgänge.
Jakob hat einen lukrativen Transport bekommen und nimmt Erwin Lehmann als Ersatz für Paul mit an Bord, der bislang auf einem Taucherglockenschiff gearbeitet hat, was seine Gesundheit aber nicht mehr mitmacht.

### Pfannkuchen und Genever
Bruno findet zu Beginn seiner freien Woche keine Frau, die für ihn Zeit hat, um etwas zu unternehmen. So fährt er nach Leutesdorf, erfährt aber, dass Petra inzwischen ausgezogen ist. Sie richtet gerade mit einem Arbeitskollegen ihre neue Wohnung ein und spricht mit Bruno kein Wort.
Die Franziska ist mit Düngemittel nach Holland unterwegs, eine Bord-zu-Bord-Ladung für die Jastarnia Bor, ein polnisches Seeschiff. Dabei lädt der Kapitän zu einem Essen ein, wobei Niko von der Größe des Schiffs so überwältigt ist, dass er später selber gerne zur See fahren möchte. Anschließend sucht Jakob verzweifelt nach einem Transport für die Rückfahrt, während sich Aavje, Paul und Christa Rotterdam ansehen. Schließlich fährt man leer zurück und hält beim alten Bekannten Pieter Voorman an, einem Kapitän im Ruhestand, obwohl er jünger als Jakob ist. Es gibt Pfannkuchen und Genever, wobei Jakob nicht viel davon verträgt und vorzeitig ins Bett gebracht werden muss. Niko lernt vor dem Haus eine Pop-Gruppe kennen, die nach Essen zu einem Festival möchte, deren Kleinbus aber liegengeblieben ist. Er schlägt vor, zu fragen, ob sie auf der Franziska mitgenommen werden können. Die Band musiziert noch ein wenig im Wohnzimmer der Voormans und darf dann auf der Franziska übernachten, die Sängerin Femke, sie kommt aus Den Haag, in Nikos Bett. Den Kleinbus bringt man heimlich am nächsten Morgen auf die Franziska, so dass Jakob erst während der Fahrt etwas davon merkt und keinen Widerspruch mehr einlegen kann.

### Verspätung
Erwin Lehmann fängt wieder auf dem Taucherglockenschiff Carl Straat an, allerdings als Koch. Dabei wird der Tauchvorgang gezeigt.
Ruth und Ernst laden zur Hauseinweihung nach Köln. Jakob bekommt für die Franziska eine lukrative Ladung, die es erlaubt, rechtzeitig dort zu sein. Das findet Niko besonders interessant, da Femke per Telegramm mitgeteilt hat, dass sie am gleichen Tag im Kölner Hauptbahnhof umsteige und man sich treffen könne.
Bruno besucht ein Bundesliga-Fußballspiel und trifft vor dem Wedaustadion auf Blacky. Dabei werden Ausschnitte aus der Begegnung MSV Duisburg gegen Tennis Borussia Berlin gezeigt, die tatsächlich am Gründonnerstag, dem 7. April 1977 stattfand, in der Serie aber auf einem Freitagabend liegt und einen anderen Spielverlauf nimmt: TeBe geht in Führung und der MSV erzielt den Ausgleich, während das Endergebnis 1:1 in Wirklichkeit umgekehrt zustande kam.
Eine Kollision mit unvorsichtigen Sportbootfahrern verzögert die Reise der Franziska. Niko kann mit dem Zug noch rechtzeitig zu Femke eilen, erfährt aber, sie gehe nach Amerika, weswegen die Beziehung keinen Sinn mehr habe. Darauf betrinkt er sich und kommt erst am späten Abend zur Einweihungsparty, wo er auf Bruno trifft. Dieser hat gerade erfahren, dass Petra in Tante Marthas Wohnung auf die Katzen aufpasst, sieht eine Chance, die Beziehung mit ihr fortzusetzen, und fährt sofort zu ihr.

### Talfahrt
Petra und Bruno sind wieder zusammen und wollen bald heiraten. In Straßburg nimmt Jakob einen Transport an, der zeitlich kaum zu schaffen ist. Zu allem Überfluss kündigt sich Nebel an und die Franziska besitzt kein Radar. Paul kommt daraufhin nicht an Bord und Niko soll ihn im Auftrag von Aavje in allen Gaststätten suchen. Er findet ihn mit einer Flasche Pflaumenschnaps und bringt ihn mit Mühe wieder auf die Franziska. Man fährt doch und Jakob lässt sich selbst durch den Nebel nicht zum Anhalten bewegen. Beim Ehrenthaler Werth kommt es schließlich zu einer Havarie. Aavje und Christa werden von Bruno nach Leutesdorf geholt und das Schiff nach Duisburg in die Werft geschleppt. Dabei beschließt Jakob, sein Patent zurückzugeben. Niko kann seine Ausbildung auf einem Koppelverband fortsetzen.
Ruth gelingt die Hausfinanzierung immer noch nicht, woraufhin sie das Haus für ein Jahr an die Familie eines Abteilungsleiters vermietet und zur Überraschung ihres Mannes an Bord der Britannia kommt. Dort übernimmt sie den Souvenir-Verkauf.

### Auf Sloophelling
Petra und Bruno heiraten auf dem Kirchenboot. Ein paar Tage später besucht Paul die beiden. Er erzählt, die Versicherung habe den Schaden an der Franziska voll übernommen, und fragt, ob er immer noch bei Mannesmann auf einem Schubboot anfangen könne, doch die Lage ist im letzten halben Jahr schwieriger geworden. So arbeitet er zunächst als Auslieferungsbeifahrer für eine Supermarktkette und geht dann zum Radar-Lehrgang auf das Schulschiff, wo er mit anderen Teilnehmern den Kauf eines modernen Schiffs erörtert. Man sieht sich sogar ein gebrauchtes Schubboot an.
Jakob wohnt ein paar Wochen bei Blacky und versucht, die Franziska in Einzelteilen für möglichst viel Geld zu verkaufen. Dabei weiß niemand in seiner Familie, ob er sie überhaupt verschrotten oder noch einmal reparieren lassen will. Nach Leutesdorf zurückgekehrt übergibt Jakob zuerst seiner Schwester die Unterlagen für die versprochene und inzwischen in Vergessenheit geratene Mittelmeer-Kreuzfahrt und kündigt dann das Kommen seiner Söhne für eine Besprechung an. In dieser fragt er, ob man für die gut 100.000 DM Erlös Paul nicht wieder flott machen solle. Er habe in einer Kneipe schon von Pauls Besichtigung gehört und fände die Idee gut, dass sich mehrere Kapitäne zusammenschließen. Ernst und Bruno stimmen dem sofort zu und Aavje kann es kaum fassen, bald wieder auf einem Schiff zu leben, so dass man am nächsten Tag den Schuber probefährt.

## Die Schiffe

### MS Franziska
Im Film ist die Franziska 1902 als Schleppkahn gebaut worden und erst später zum Motorschiff umgebaut worden. Ihre Daten sind 1262 t Tragfähigkeit, 660 PS Leistung der Maschine, 80 m Länge und 9,2 m Breite. Der Heimathafen ist Leutesdorf.
Tatsächlich hieß das Schiff Barbara Krüger 2, der ursprüngliche Name lautete Freischütz. Abmessungen, Tonnage und Maschinenleistung entsprachen den Angaben in der Serie, Baujahr war allerdings 1929. Bei den Szenen auf der Brücke ist in der Seitenscheibe der nachlässig entfernte Originalname erkennbar. Eigner war Heinrich Krüger aus Celle, der Heimathafen Dorfprozelten. Das Schiff wurde nach einer Havarie Mitte 1979 verschrottet, die bei Main-Kilometer 160 im Oberwasser der Schleuse Eichel bei Wertheim geschah. Havariegegner war die Vitesse 2 aus Lübeck, die inzwischen als Tokaj 2 unterwegs ist.
Auf der Helling der Abwrackwerft wird ein anderes Schiff gezeigt, was sich bei genauem Hinsehen beispielsweise am kleineren Steuerstand erkennen lässt. Allerdings wird nicht explizit erwähnt, dass es sich um die Franziska handelt.

### Mannesmann III
Das Schubboot Mannesmann III wurde 1973 in Dordrecht gebaut. Seine Daten waren 140 t Tragfähigkeit, drei 10-Zylinder-Motoren mit jeweils 1500 PS, 35 m Länge, 13 m Breite und 1,80 m Tiefgang. 
Ab 1991 hieß es Hercules V, da Krupp Binnenschifffahrt die Mannesmann-Flotte übernahm, 1999 wurde es verkauft und ist inzwischen verschrottet.

### Britannia
Das Kabinenfahrgastschiff Britannia gehörte tatsächlich zur Flotte der KD. Gleiches galt für die in der Serie beiläufig erwähnte, aber nicht gezeigte Deutschland.

## Erstausstrahlung
Die Sendungen wurden zu folgenden Terminen ausgestrahlt:
| Folge | Folge                   | ARD        | ARD       | SRG        | SRG       |
| Folge | Folge                   | Datum      | Zeit      | Datum      | Zeit      |
| ----- | ----------------------- | ---------- | --------- | ---------- | --------- |
| 1     | Familientag             | 02.01.1978 | 20.15 Uhr | 29.12.1977 | 20.20 Uhr |
| 2     | Im Grünen Hahn          | 09.01.1978 | 20.15 Uhr | 05.01.1978 | 20.20 Uhr |
| 3     | Kurze Reise             | 16.01.1978 | 20.15 Uhr | 12.01.1978 | 20.20 Uhr |
| 4     | Probefahrt              | 23.01.1978 | 20.15 Uhr | 19.01.1978 | 20.20 Uhr |
| 5     | Pfannkuchen und Genever | 30.01.1978 | 20.15 Uhr | 26.01.1978 | 20.25 Uhr |
| 6     | Verspätung              | 06.02.1978 | 20.15 Uhr | 02.02.1978 | 20.20 Uhr |
| 7     | Talfahrt                | 13.02.1978 | 20.15 Uhr | 09.02.1978 | 20.20 Uhr |
| 8     | Auf Sloophelling        | 20.02.1978 | 20.15 Uhr | 16.02.1978 | 20.30 Uhr |

In Deutschland war MS Franziska die erste Serie, die nach einer großen Programmreform von ARD und ZDF auf dem Sendeplatz am Montag um 20.15 Uhr lief, der zuvor politischen Magazinen vorbehalten war.

## DVD-Veröffentlichung
Seit 2007 liegt die Serie auf DVD vor.